# Tour de l'Archet
La tour de l'Archet (pron. fr. AFI: [tuʁ də laʁʃɛ]) è uno dei castelli della Valle d'Aosta, ed è situato a Morgex, in place de l'Archet.

## Storia
Il castello prende il nome dall'antica famiglia de l'Archet (in precedenza de Arculo) i quali erano originari di Aosta dove avevano adattato a loro residenza l'Arco d'Augusto, di epoca romana.
Il nucleo primitivo della torre risale con tutta probabilità alla fine del X secolo e sono considerate una delle più antiche costruzioni della Valle d'Aosta.
Nel 2010 si è concluso un restauro globale alla struttura.
Qui trovano sede la Fondazione Centro di studi storico-letterari Natalino Sapegno e il Biblio-museo del fumetto "Demetrio Mafrica", a conservazione e studio dei trentamila pezzi della Collezione Mafrica.

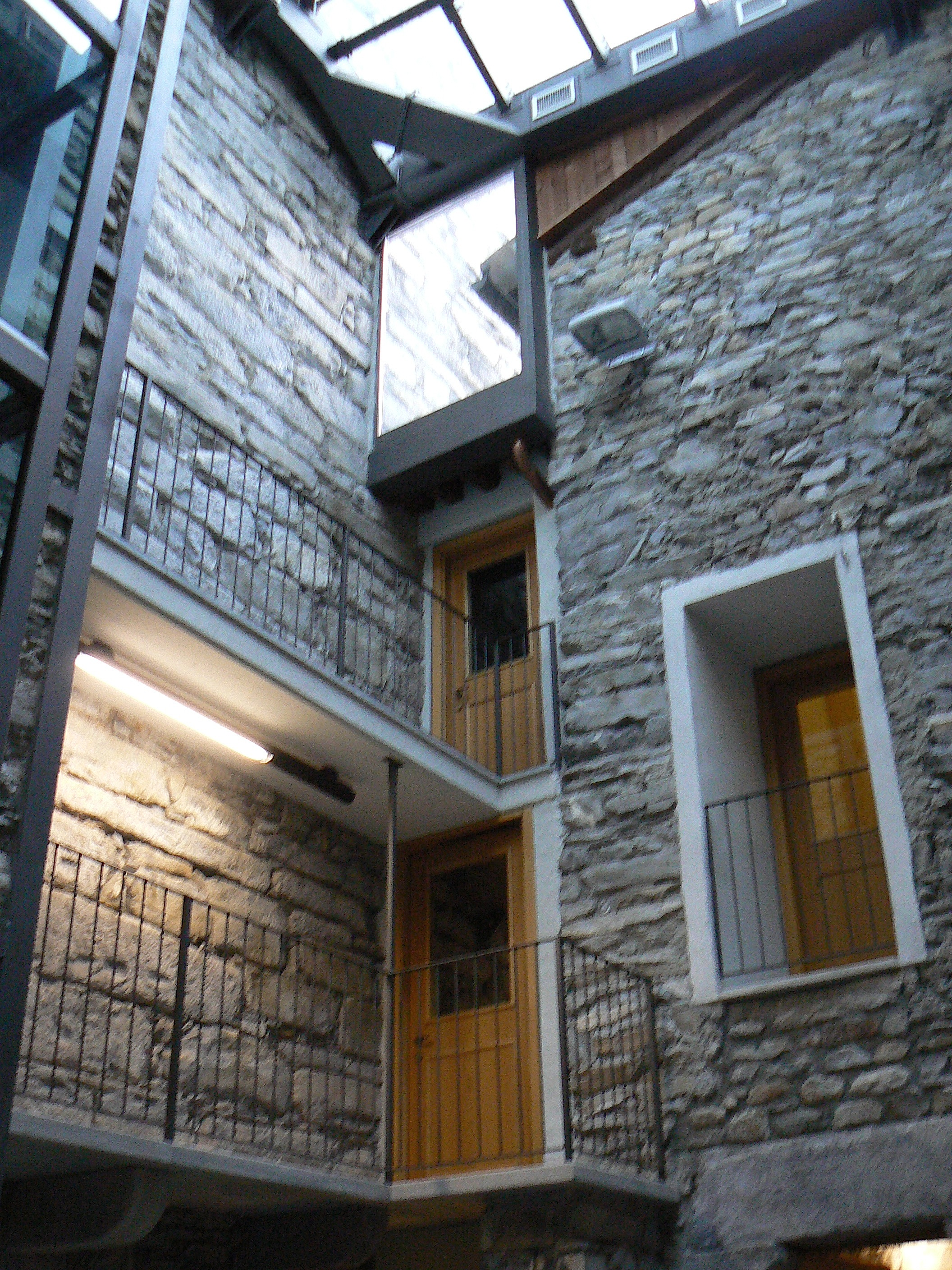
La corte interna coperta da una struttura trasparente
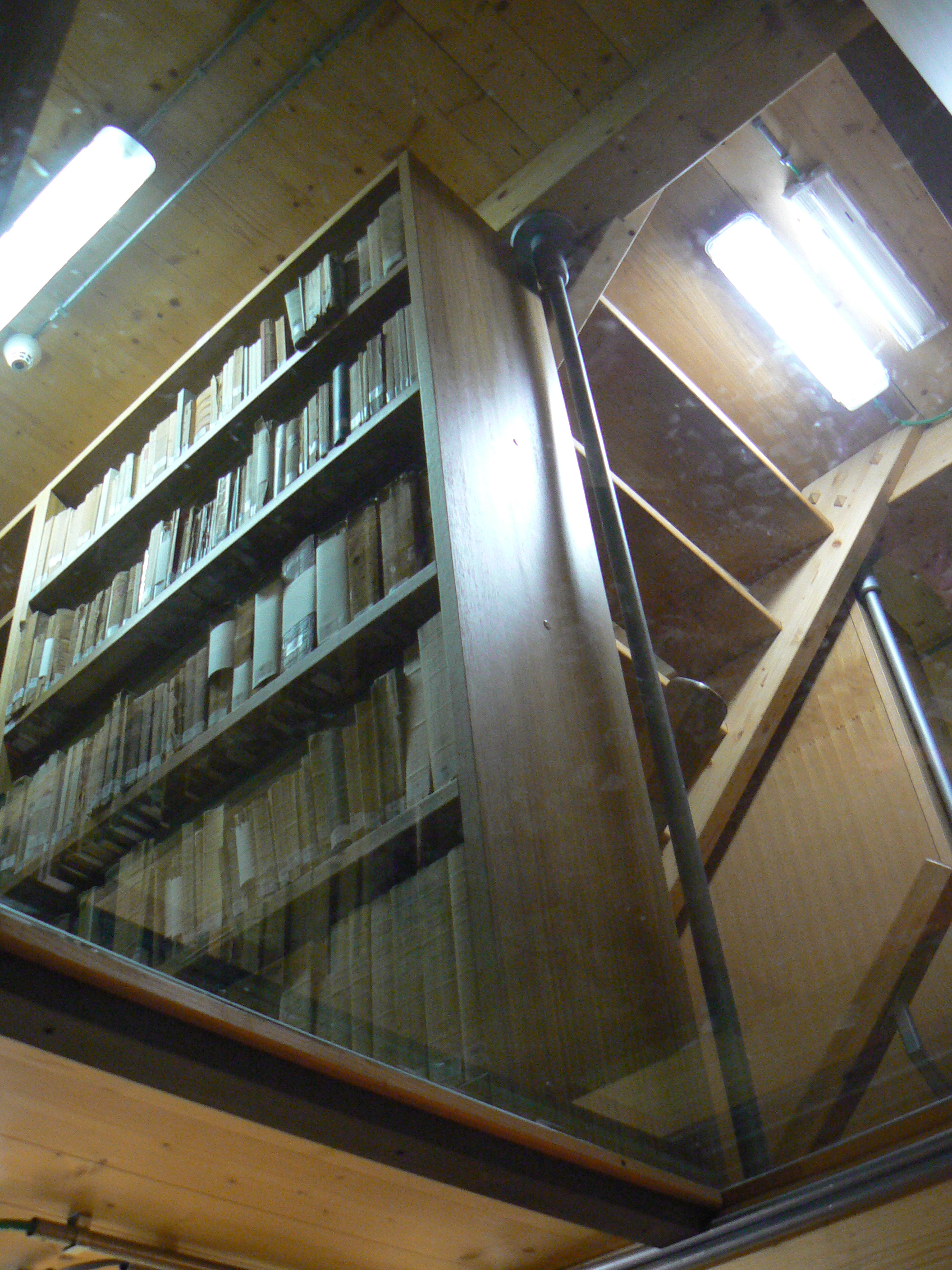
L'archivio della Fondazione Sapegno

## Architettura
Della costruzione originaria, oggi rimane solo una torre e un complesso di casaforte di base. L'edificio è merlato e presenta su un lato un portale in pietra sul cui architrave è scolpito un doppio arco sormontato da una piccola finestra in pietra con lo stemma della croce di Savoia.

Piantina della Tour de l'Archet nel 1936 (Carlo Nigra).

La tour de l'Archet presenta numerose analogie architettoniche con altre torri valdostane, come la tour de la Plantaz di Gressan e la tour de Ville di Arnad: le mura di spessore notevole (oltre 2 m), la struttura massiccia e la tecnica costruttiva, ossia l'uso di due paramenti con opera centrale a sacco. Lo studioso di castellologia valdostana André Zanotto ipotizza che una struttura più massiccia e perfezionata sia dovuta al fatto che tutte e tre le torri sorgono in posizioni pianeggianti, quindi senza difese naturali.
Dello stesso avviso anche Mauro Cortellazzo, che riprende il Lange:

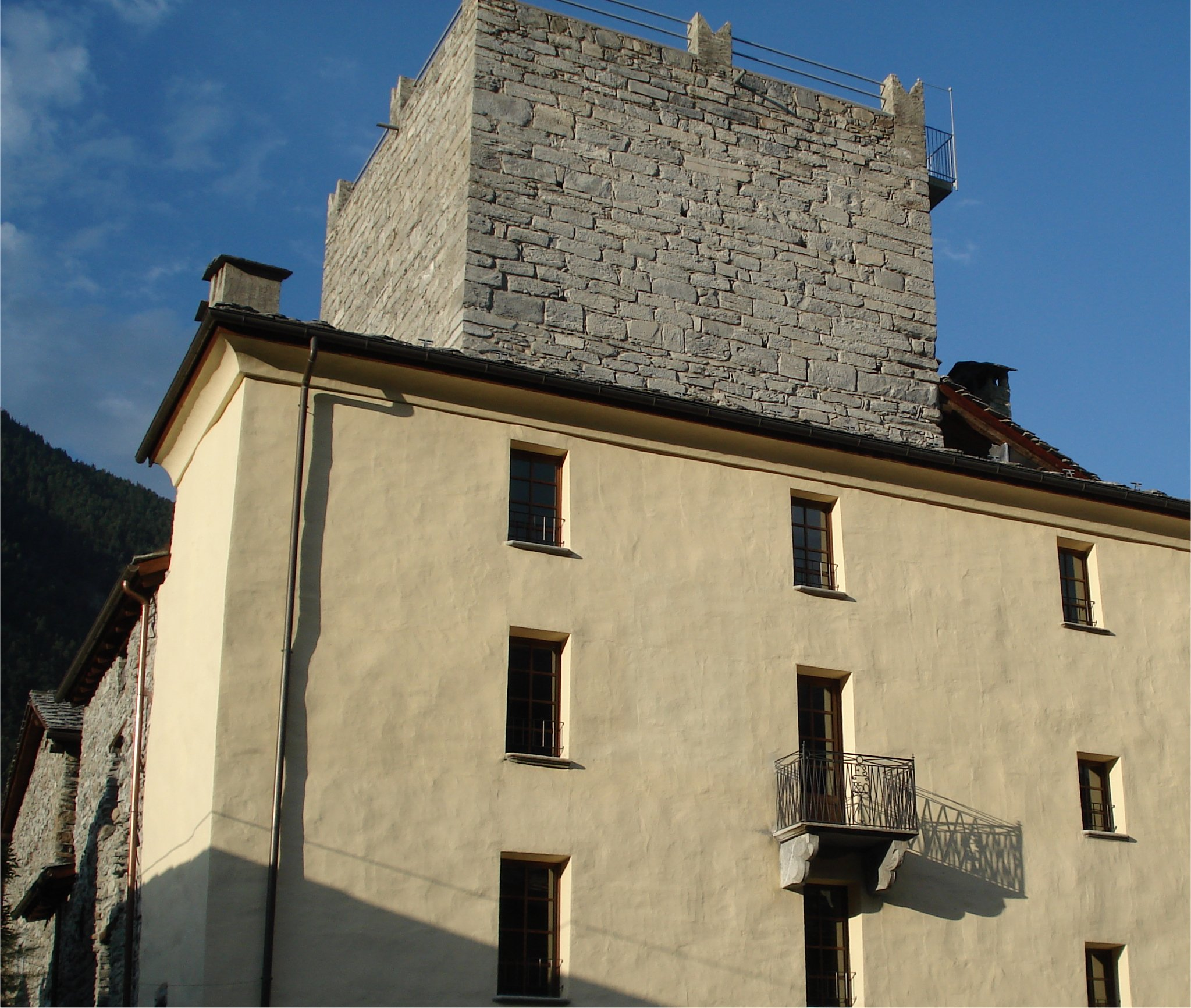
Dettaglio della torre.
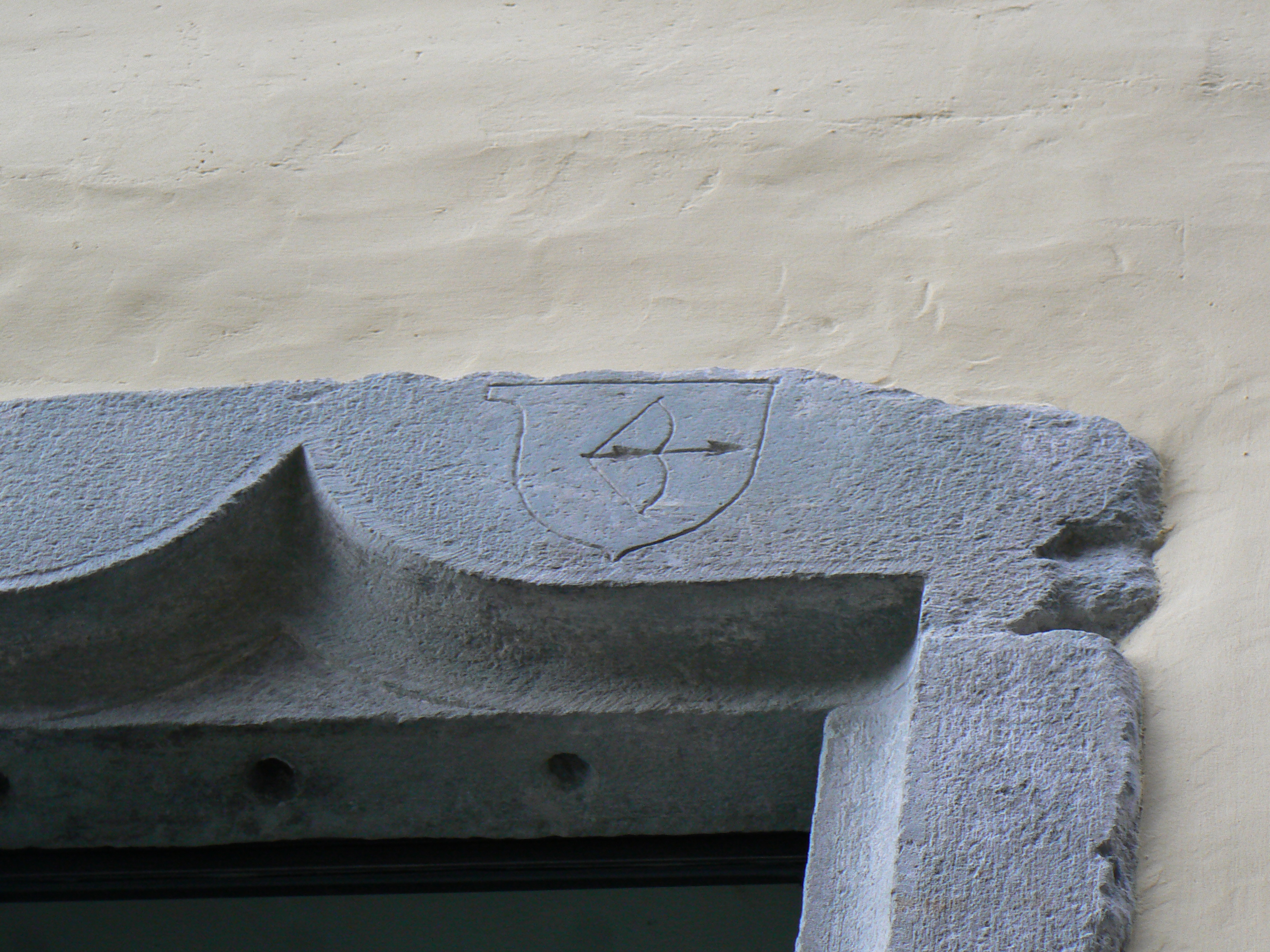
Dettaglio dello stemma scolpito su una delle finestre a crociera
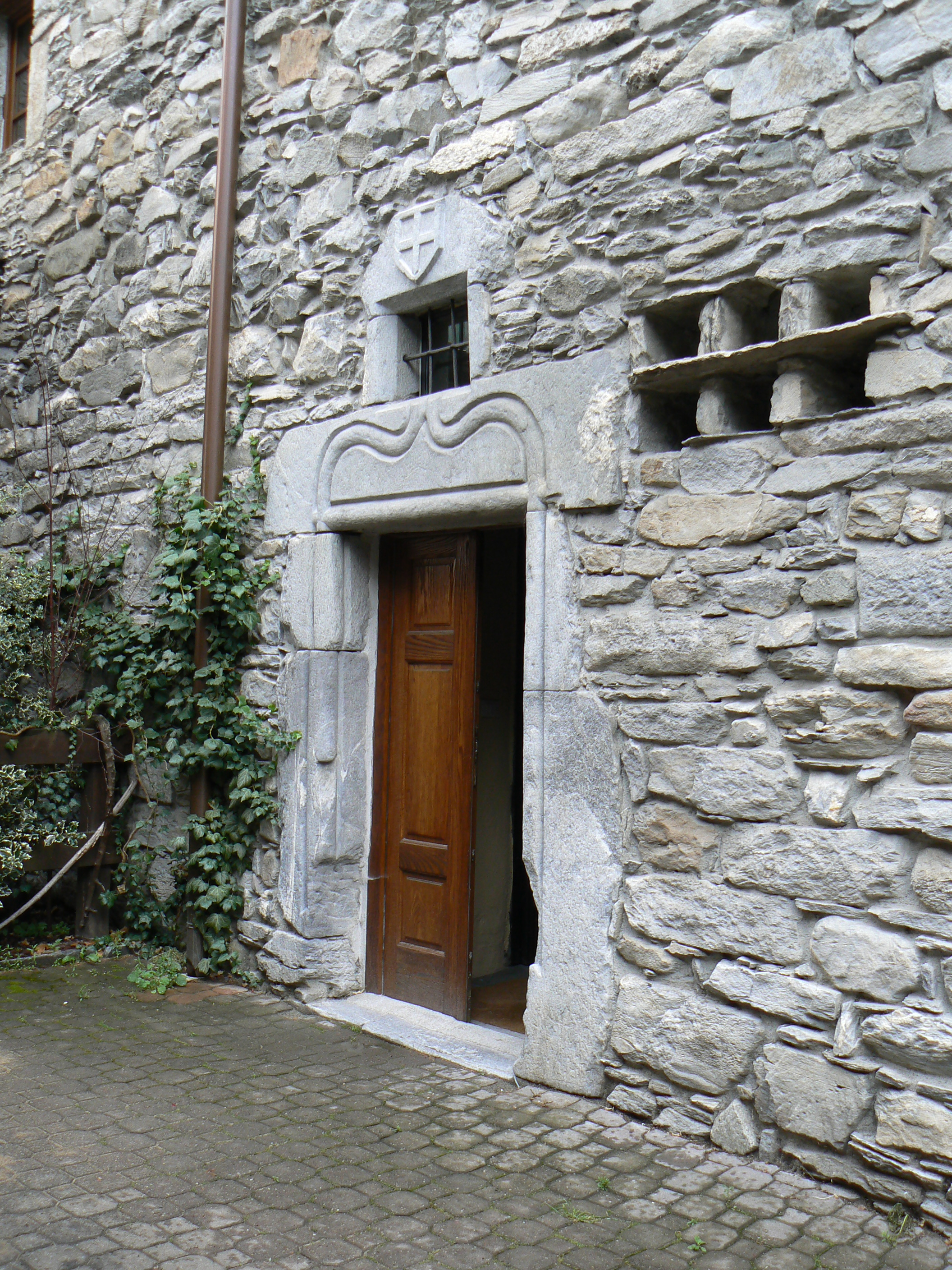
Il portone d'accesso
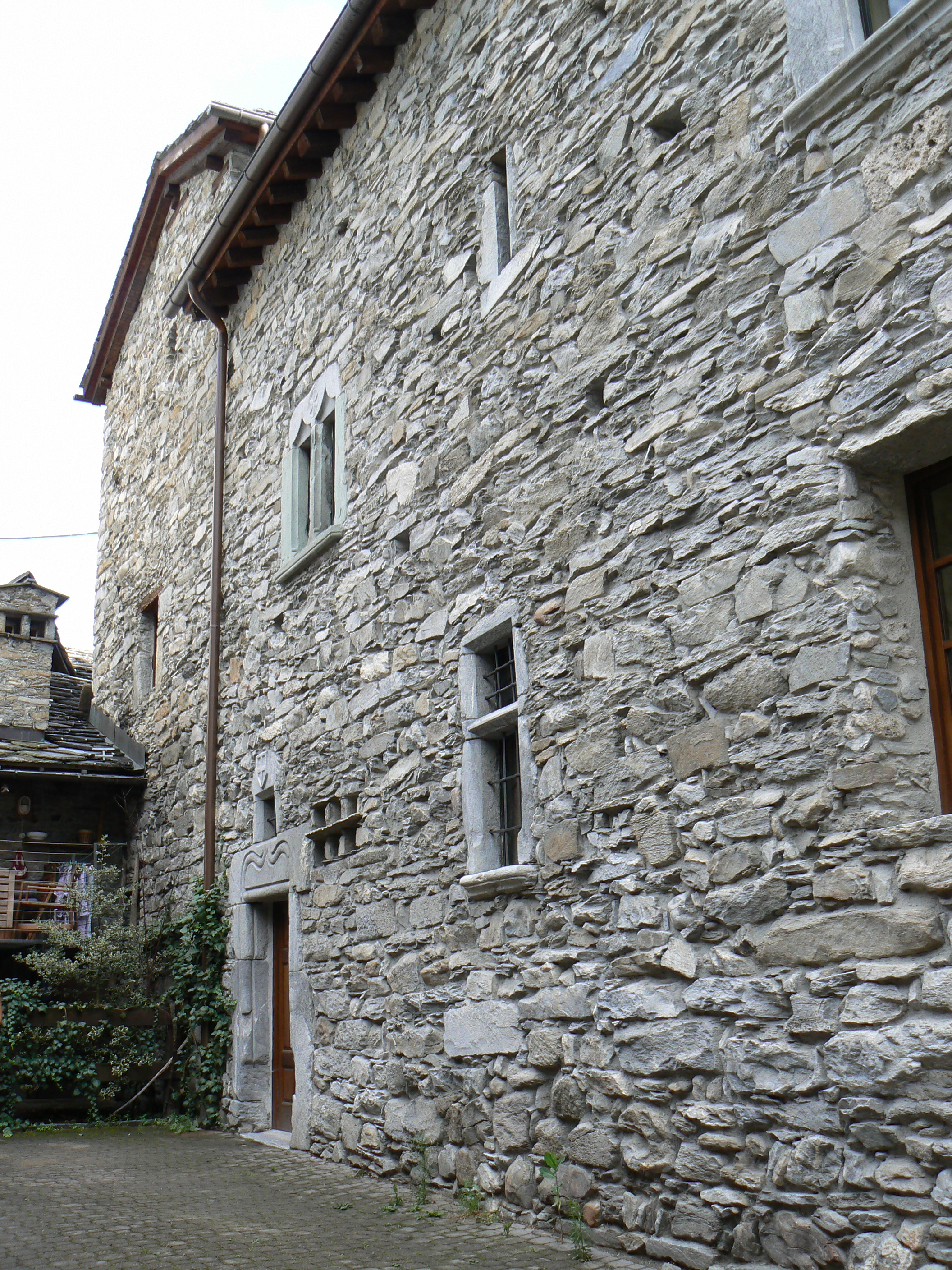
Facciata laterale della tour